# Романтична комедия
Романтичната комедия е филмов жанр, съчетаващ характеристиките на романтичен филм и комедия. Сюжетът е развит около любовните отношения между главните герои, обикновено изправени пред различни препятствия (финансови трудности, класови различия, психологически пречки, болести и така нататък) които героите трябва да преодолеят, като темата е интерпретирана по лек и хумористичен начин.